# Les Hussards (pièce de théâtre)
Pour les articles homonymes, voir Hussard (homonymie).
Les Hussards est une tragi-comédie de Pierre-Aristide Bréal créée le 15 décembre 1953 au théâtre des Noctambules à Paris par la Compagnie Jacques Fabbri. 

## Création
Mise en scène par Jacques Fabbri dans une scénographie de Dominique Gascuel, la pièce, qui obtient un succès considérable, reste trois ans à l'affiche. Elle est interprétée par Jacques Fabbri (Ange-Marie Le Gouce), Rosy Varte (Cosima), Simone Cendry (Maria Lippi), Colette Cotti (Elisa), Jacqueline Rouillard (Madame Baglione), Michel Bouleau (Pietro), Raymond Devos (Raphaël), André Gille (Giacomo), Jacques Grello (Flicot), Gabriel Jabbour (Joseph Lippi), Jean Laugier (Cesar Carotti), Philippe Tiry (le soldat-greffier) et Jean Violette (le capitaine).

## Représentations successives
Publiée en 1954 dans le numéro 86 de L'Avant-scène, elle est reprise lors de la saison 1956-1957 par la Comédie de l'Ouest d'Hubert Gignoux à Rennes dans une mise en scène de Georges Goubert. En 1955, Alex Joffé en tourne une adaptation cinématographique. Elle fait partie des pièces qui ont fait le succès de l'émission de télévision Au théâtre ce soir où elle a été présentée le 5 septembre 1969, dans une nouvelle mise en scène de Jacques Fabbri enregistrée le 12 octobre 1968 au théâtre Marigny et dans une réalisation de Pierre Sabbagh.

## Argument
Sur fond de campagne d'Italie, Pierre-Aristide Bréal met en scène la préparation de leur exode par des commerçants milanais décidant de fuir les occupants français « qui ne paient pas en or mais en assignats sans valeur » et les frasques du brigadier Le Gouce et du soldat Flicot, hussards indisciplinés qui n'hésitent pas, pour éviter le conseil de guerre, à accuser des civils innocents. Leur capitaine ayant découvert le pot aux roses, ils n'échappent au peloton d'exécution qu'eu égard à l'honneur de l'escadron récompensé par Bonaparte pour son comportement exemplaire à la bataille de Lodi. 

« Des lâches, il en faut, s'il n'y en avait pas, qui est-ce qui repeuplerait le monde quand tous les fiers-à-bras auront fini de s'entretuer ? »